# Il maschio ruspante
Il maschio ruspante è un film italiano del 1973 diretto da Antonio Racioppi.

## Trama
Romolo, un ingenuo ragazzo di campagna, durante alcuni festeggiamenti religiosi del suo paese rivede Rema, la ragazza di cui era innamorato fin dall'infanzia e che durante quest'occasione gli si concede sessualmente.
Convinto di cominciare con lei una nuova vita matrimoniale, Romolo decide di seguire Rema fino a Roma all'oscuro del fatto che la ragazza ha sempre vissuto in un ambiente sfarzoso e questo porta la ragazza a non farsi scrupoli nell'approfittare della bontà di Romolo, facendone, giorno dopo giorno, il suo servo personale.
Stufo di questa situazione, Romolo medita sia il suicidio che il desiderio di ritornarsene nel suo paese natio e quando Rema si fidanza ufficialmente con un coetaneo, il ragazzo reagisce esprimendo chiaramente di non sopportare il fatto di essere guardato dall'alto in basso per una questione di diversità di ceto sociale.
Colpita profondamente dalle parole di Romolo, Rema capisce le motivazioni del ragazzo, inoltre la ragazza si rende conto che Romolo è il grande amore della sua vita e nonostante la loro differente estrazione, acconsente di diventare la sua sposa.